# Latarnia morska Trevose Head
Latarnia morska Trevose Head – latarnia morska położona na półwyspie Trevose Head, na klifach około 5 kilometrów na zachód od miasta Padstow, Kornwalia. Latarnia jest wpisana na listę English Heritage.
Została zaprojektowana przez Jamesa Walkera jako latarnia podwójna Trevose Head High i Trevose Head Low i zbudowana przez  Jacob & Thomas Olver z Falmouth. Uruchomiona została w 1847 roku. Oba stałe światła były w użytku do 1882 roku. 
Latarnia została zelektryfikowana w 1974 roku, a w pełni zautomatyzowana w 1995.
Obecnie zasięg światła białego wynosi 20 Mm, wysyłany sygnał to jeden biały błysk co 7.5 s. Stacja jest monitorowana z Trinity House Operations & Planning Centre w Harwich.

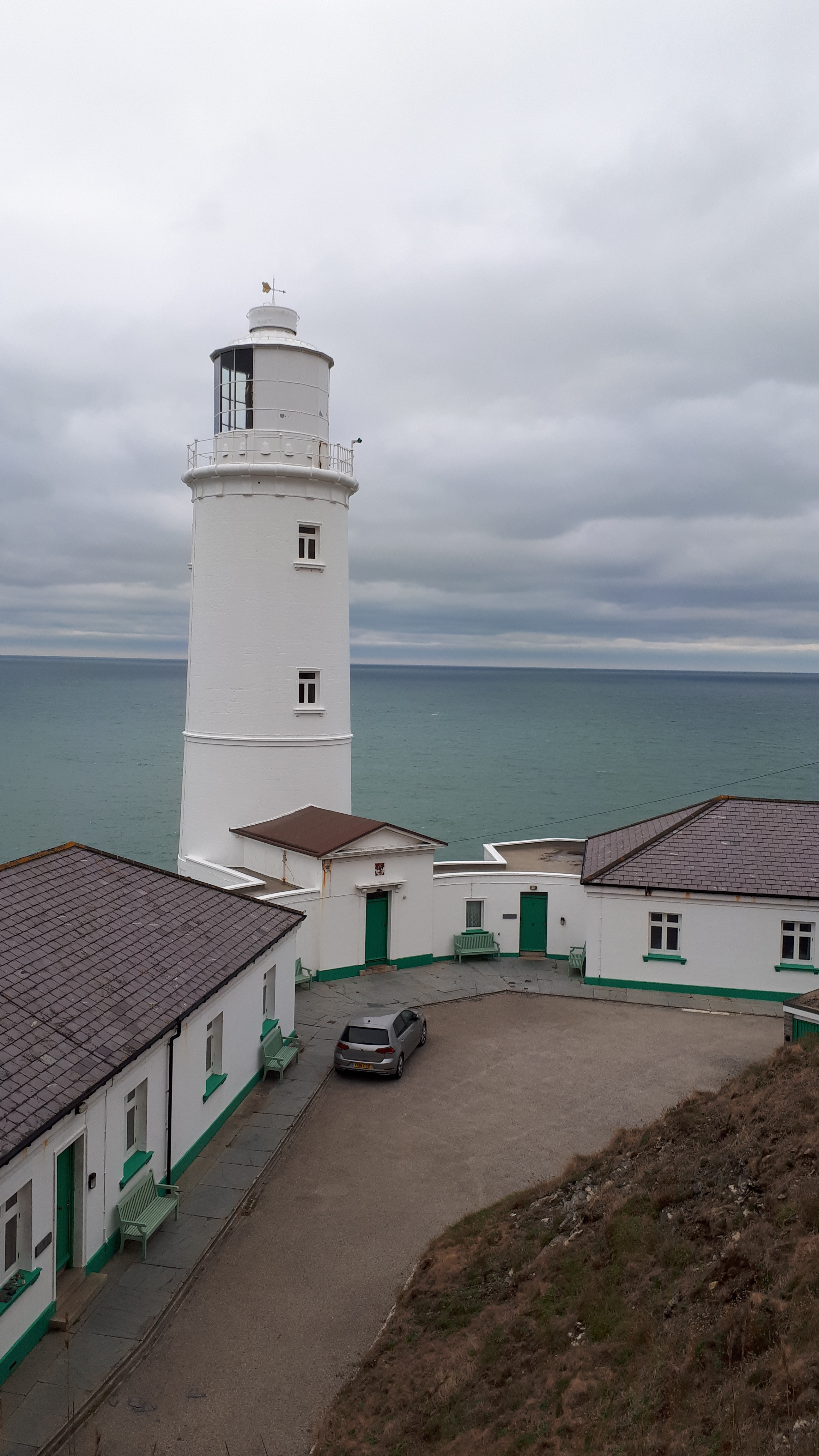
Podwórze
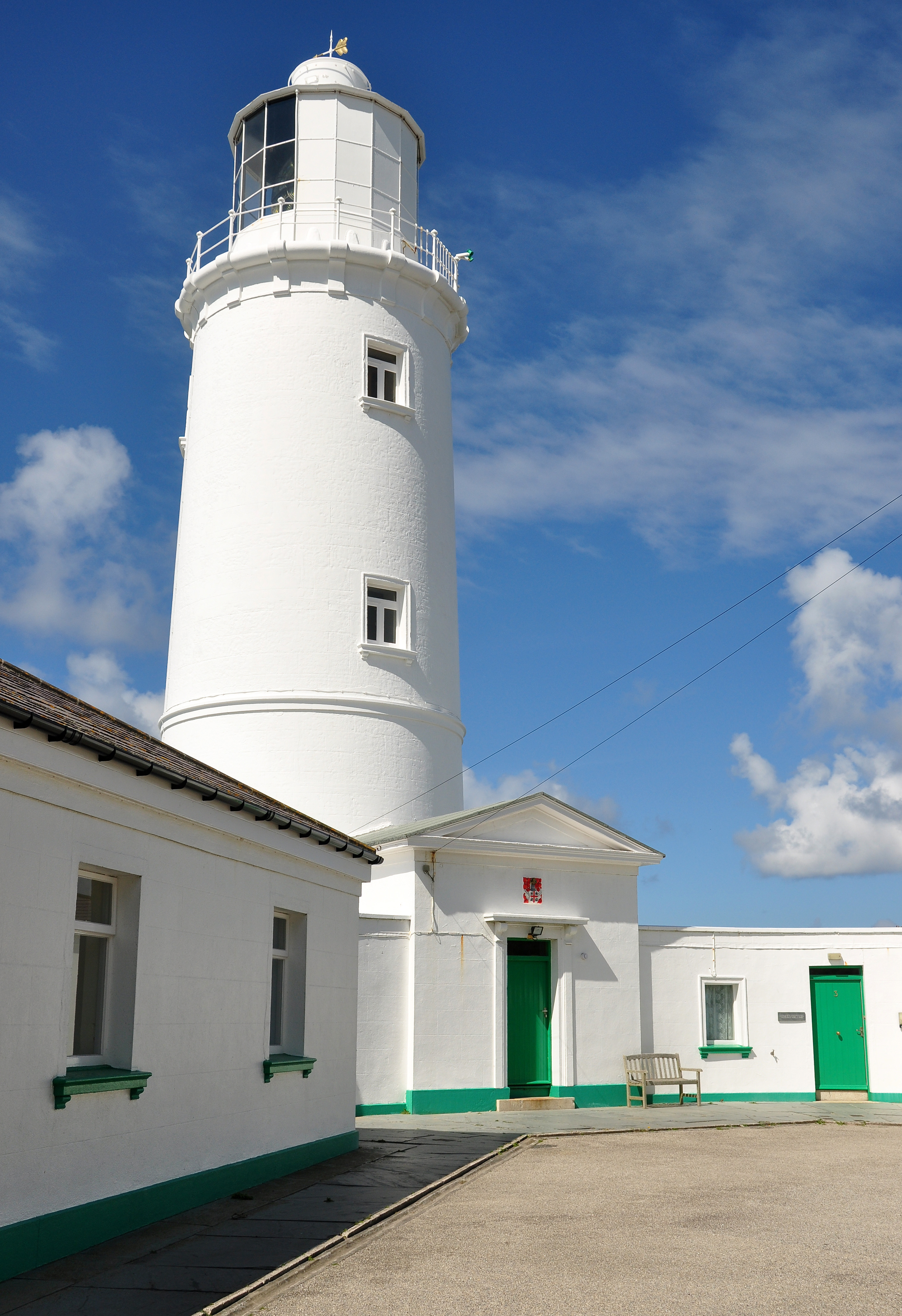
Detal